# 非映画コンテンツ
非映画コンテンツ（ひえいがコンテンツ）、および、非映画デジタルコンテンツ（ひえいがデジタルコンテンツ）は、日本において映画館で上映される映画以外のコンテンツを指す表現である。「other digital stuff」または「other digital source」の略記とされる「ODS」という表現で言及されることもよくあるが、いずれも英語では一般的な表現ではなく、また日本語における意味合いとはズレがある。以下では、「ODS」という表現を用いるが、あくまでも日本語における意味である。一部、映倫の審査を受けた作品は映倫マークがクレジットされる(規格区分対象外は除く)。

## 概要
デジタル技術の普及発展とともに、映画館における映写設備のデジタル化や広帯域伝送路の整備が進み、ライブイベントの実況中継など、映画館で映画以外のコンテンツを上映する機会は拡大してきた。2008年5月10日未明に、L'Arc〜en〜Cielがパリで行なったコンサート（現地時間5月9日）が、日本全国の5カ所のシネマコンプレックスで衛星生中継され、東京の新宿バルト9では9つのスクリーンすべてが満員となった事例は、先駆的な成功例であった。
ライブイベントの生中継は「ODS生中継」、録画されたものの上映は「ODS上映」と呼ばれる。コンテンツの例としては、スポーツ中継、各種のコンサートのほか、演劇、オペラ、バレエ、歌舞伎、寄席などが挙げられる。ODS生中継は、会場の収容能力に限界がある人気の高い舞台などで、特に地方在住の観客を動員する手法として注目されており、例えば、2009年10月4日に東京で行なわれた、ミュージカル『テニスの王子様』千秋楽公演は、全国19か所、33スクリーンに生中継され、東京の新宿バルト9では全スクリーン満席、全国でも用意された席のおよそ8割が埋まった。2011年5月にアーティストのマネージメントや映像・舞台製作などを手がけるアミューズが、ファミリーマート、博報堂キャスティング&エンタテインメント、WOWOWに出資を募って「株式会社ライブ・ビューイング・ジャパン」を設立して以降、音楽ライブでの実施数が急増し、音楽業界の注目度も高まっている。
ただし、ODSか映画かという線引きには、曖昧な点もあり、一般的には映画作品と扱われていても、統計を作成する側が「ODS上映」にあたるものとしてODS扱いとする場合もあり、例えば、日本映画製作者連盟がまとめた2011年の全国映画概況では、『監督失格』（監督・平野勝之：矢野顕子の演奏場面が多い）、『DOCUMENTARY of AKB48 to be continued 10年後、少女たちは今の自分に何を思うのだろう?』（監督・寒竹ゆり/製作総指揮・岩井俊二）。『オペラ座の怪人 25周年記念公演 in ロンドン (The Phantom of the Opera at the Royal Albert Hall)』などが、ODS扱いとされた。
実写のオリジナルビデオ映画およびアニメのOVAの先行上映が行われている。ただし、付録・非売品OADとして製作された作品の上映は非常に少ない。また、webアニメについても限定的である。
2023年2月3日に、同年4月の鬼滅の刃刀鍛冶編（フジテレビ系ほか）の放送に先駆け、遊郭編第10話・第11話と刀鍛冶の里編第1話の再編集版を世界80ヶ国以上の国・地域の映画館で上映するワールドツアー『「鬼滅の刃」上弦集結、そして刀鍛冶の里へ』を開催し、公開3日間で観客動員81.3万人、興行収入11.5億円を記録した（興行通信社の集計による）。

## 代表的な作品
- ルパン三世シリーズ
  - ルパン三世 風魔一族の陰謀 - OVAのODS公開作品第一号。
  - ルパン三世 GREEN vs RED
  - ルパン三世 ルパンは今も燃えているか? - 当初は付録OAD。
- 極道恐怖大劇場 牛頭 GOZU
- 八仙飯店之人肉饅頭 - 映倫から規格区分対象外扱いにされた。
- インプリント〜ぼっけえ、きょうてえ〜 - 同上。
- セルビアン・フィルム[13]
- “文学少女”メモワール - 各話20分を一挙公開。OADのODS上映はなし。
- コープスパーティー Tortured Souls -暴虐された魂の呪叫- - 同上[14]。
- ノ・ゾ・キ・ア・ナ Sexy増量版 - 製作時付録OADのシーン追加版。
- ヤリチン☆ビッチ部 - 同上。
- 25 NIJYU-GO
- ストライクウィッチーズ Operation Victory Arrow - 2007年のOADを除く。
- ブレイブウィッチーズ ペテルブルグ大戦略 - 先行上映の際、一部シーンが修正されている。
- たまゆら〜卒業写真〜　- 前作のOVAのODS上映はなし。
- ヤマノススメ おもいでプレゼント
- 宇宙戦艦ヤマト（リメイクシリーズ）
- 怪盗クイーンはサーカスがお好き
- Fate/kaleid liner Prisma☆Illya プリズマ☆ファンタズム - 前作OAD[15]のODS上映なし。
- ご注文はうさぎですか?? ～Dear My Sister～ - 続編のODS上映はなし。
- フルーツバスケット-prelude-
- グリザイアシリーズ（ODS上映されたOVAのみPG12、TVアニメ版は独自の自主規制で15禁[16]）
  - グリザイア：ファントムトリガー THE ANIMATION
  - グリザイア：ファントムトリガー　THE ANIMATION スターゲイザー
- 特別編 響け!ユーフォニアム〜アンサンブルコンテスト〜 - その他は、通常のアニメ映画として公開。
- ラブライブ!虹ヶ咲学園スクールアイドル同好会 NEXT SKY - 続編である映画 ラブライブ!虹ヶ咲学園スクールアイドル同好会 完結編は、アニメ映画として制作されたがODS扱いとして上映されている。
- アイドルマスター ミリオンライブ! - TVアニメの先行上映。
- アイドルマスター シャイニーカラーズ - 同上。
- 五等分の花嫁シリーズ - TVアニメSPの先行上映。
  - 五等分の花嫁∽
  - 五等分の花嫁*
- 新世紀エヴァンゲリオン劇場版 シト新生
- 『鬼滅の刃』シリーズ - TVアニメの総編集版[17]
  - 「鬼滅の刃」兄妹の絆
  - 「鬼滅の刃」上弦集結、そして刀鍛冶の里へ
  - 「鬼滅の刃」絆の奇跡、そして柱稽古へ
- 『名探偵コナン』シリーズ - TVアニメの総編集版
  - 名探偵コナン 緋色の不在証明
  - 名探偵コナン 灰原哀物語〜黒鉄のミステリートレイン〜
  - 名探偵コナン vs. 怪盗キッド